# Церковь Святого Иосифа Обручника (Тюмень)
Церковь Святого Праведного Иосифа  (построена изначально во имя Святого Иосифа Обручника Пресвятой Девы Марии)— католическая церковь, находящаяся в городе Тюмень, Россия. Административно входит в состав Западно-Сибирского деканата Преображенской епархии с центром в Новосибирске. Адрес: улица Ленина, д. 7.

## История
Римско-католический приход Святого Иосифа Обручника был построен в Тюмени в 1903—1906 годах на средства ссыльных поляков и благотворителей из Царства Польского. С 1904 года в храме проходили службы. Немалую финансовую поддержку при строительстве оказал предприниматель В. А. Поклевский-Козелл.
В советское время храм, как и многие религиозные строения, использовался в качестве клуба красных директоров, спортзала, склада, студенческого клуба, «Дома учёных».
В марте 1993 г. священник из Словакии о. Мартин Себин зарегистрировал римско-католическую общину. В 1995 г. его сменил настоятель о. Адам Романюк. Затем настоятелем стал о. Казимир Юзвик, издававший костельную газету и способствовавший привлечению в общину поляков проведением части служб на польском языке. 25 декабря 1998 г. храм возвращён Римско-католической церкви. Большую роль в этом, по признанию местных властей, сыграла роль руководства ОО "Тюменское областное польское культурно-просветительское общество "LATARNIK" ("СМОТРИТЕЛЬ МАЯКА"), описавшее историю прихода  и придавшее проблеме возвращения святыни прихожанам международный резонанс. Руководство Тюменской области приняло решение о передаче здания "польского костела" римско-католической общине города после посещения Тюмени делегацией Сейма Республики Польша осенью 1998 года. Руководитель делегации Анджей Закшевский, вскоре ставший министром культуры и национального достояния РП по просьбе "LATARNIKA" прямо обратился к руководству области с призывом вернуть храм верующим. Обращение было принято, и на праздновании Рождества Христова ключи от здания настоятелю Казимиру Юзвику передал председатель комитета по делам национальностей Тюменской области А.В. Ушаков.  В 2004 году тюменская католическая община торжественно отмечала столетие храма.
С 2018 года настоятелем прихода является Анджей Юзеф Мажец; до него в течение долгого времени настоятелем был Лешек Марек Хричук, Западно-Сибирский декан (охватывал территории Тюменской области, ХМАО-Югры, ЯНАО, Курганской области) Преображенской епархии с центром в Новосибирске.